# Ulica Franciszka Bohomolca w Krakowie
Ulica Franciszka Bohomolca – ulica w Krakowie, przebiegająca przez dzielnicę XV Mistrzejowice i dzielnicę III Prądnik Czerwony.

## Przebieg
Ulica rozpoczyna swój bieg na skrzyżowaniu z ulicą Dobrego Pasterza i Jurczaka, gdzie staje się fizycznym przedłużeniem tej drugiej. Następnie biegnie na północ, przecinając po drodze skrzyżowanie z ulicą Kniaźnina, następnie z ulicami Marchołta i Załuskich, dalej z ulicą Reduta aż do skrzyżowania z ulicami ks. Kurzei i ks. Jancarza, by tam zakończyć bieg, a jej przedłużeniem staje się ta druga arteria. Ulica w większości przebiega przez Dzielnicę XV Mistrzejowice, natomiast na odcinku między skrzyżowaniami z ulicą Kniaźnina i ulicą Reduta stanowi granicę Dzielnicy XV (po stronie wschodniej ulicy) z Dzielnicą III Prądnik Czerwony (po stronie zachodniej).

## Historia
Ulica Bohomolca była wytyczana i budowana etapami. Pierwszy odcinek był budowany od strony południowej na przełomie lat 80. i 90. XX wieku, w związku z budową Osiedla Oświecenia. Realizacja następnych odcinków ulicy, w kierunku północnym była prowadzona stopniowo od lat 90. XX wieku. Ostatecznie połączenie ulicy Bohomolca z ulicą ks. Jancarza między skrzyżowaniami z ulicą Marchołta i ulicą ks. Kurzei zostało zbudowane w roku 2006, kończąc tym samym realizację pełnego ciągu komunikacyjnego wiodącego od Mistrzejowic w kierunku Prądnika Czerwonego oraz centrum Krakowa.

## Infrastruktura
Ulica Bohomolca stanowi w większości drogę dwupasmową, po jednym pasie ruchu w każdym z kierunków. Na ulicy znajdują się trzy zespoły przystanków autobusowych MPK Kraków – „Os. Oświecenia” (przy skrzyżowaniu z ulicami Dobrego Pasterza i Jurczaka na początku ulicy), „Marchołta” (przy skrzyżowaniu z ulicami Marchołta i Załuskich) i „Kurzei” (przy skrzyżowaniu z ulicami ks. Kurzei i ks. Jancarza na końcu ulicy). W przyszłości są plany, aby zbudować wzdłuż ulicy linię tramwajową od pętli „Mistrzejowice” przez Prądnik Czerwony w kierunku centrum Krakowa, do pętli „Cmentarz Rakowicki” lub przez ulicę Meissnera do Wieczystej. W otoczeniu arterii znajduje się m.in. Szkoła Podstawowa nr 130 im. Jana Brzechwy oraz punkty handlowe i usługowe.
Ulicę otaczają w przeważającej części osiedla Oświecenia od strony wschodniej i Prądnik Czerwony od strony zachodniej oraz kilka nowych, mniejszych zespołów mieszkaniowych.

## Galeria

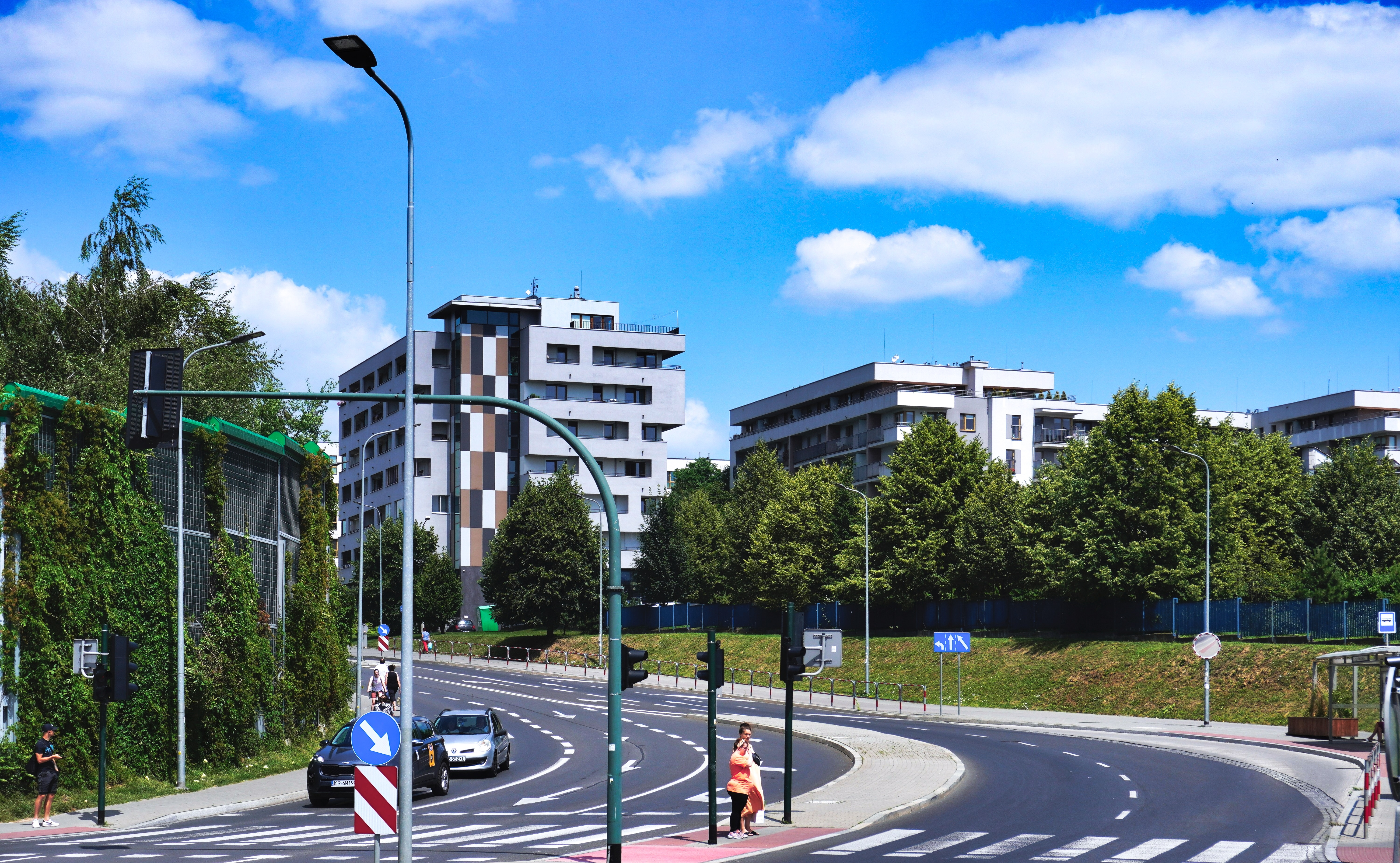
Widok od skrzyżowania z ulicą Dobrego Pasterza na północ